# Bébé en vacances
Pour plus de détails, voir Fiche technique et Distribution.
Bébé en vacances ou  Bébé s'en va  est un film muet français réalisé par Louis Feuillade et sorti en 1913.
Ce film fait partie de la série des Bébé.

## Fiche technique
- Titre : Bébé en vacances
- Titre alternatif : Bébé s'en va
- Réalisation : Louis Feuillade
- Scénario : Louis Feuillade
- Société de production : Société des Établissements L. Gaumont
- Pays de production :  France
- Langue : film muet avec les intertitres en français
- Format : Noir et blanc — 35 mm — 1,33:1 — Muet
- Métrage : 185 m
- Genre : Comédie
- Durée : 6 minutes
- Date de sortie : 
  - France : février 1913

## Distribution
- René Dary : Bébé (comme Clément Mary)
- Renée Carl : la mère
- Paul Manson : le père
- Jeanne Saint-Bonnet